# Monte Zuccherodante
Monte Zuccherodante este o arie protejată (arie specială de conservare — SAC, sit de importanță comunitară — SCI) din Italia întinsă pe o suprafață de 1.097 ha, integral pe uscat.

## Localizare
Centrul sitului Monte Zuccherodante este situat la coordonatele 43°48′24″N 11°56′48″E / 43.806667°N 11.946667°E.

## Înființare
Situl Monte Zuccherodante a fost declarat sit de importanță comunitară în iunie 1995 pentru a proteja 31 de specii de animale. Situl a fost protejat și ca arie specială de conservare în martie 2019.

## Biodiversitate
Situată în ecoregiunea continentală, aria protejată conține 16 habitate naturale: Pajiști uscate seminaturale și facies de acoperire cu tufișuri pe substraturi calcaroase (Festuco-Brometalia) (* situri importante pentru orhidee), Ape puternic oligomezotrofe cu vegetație bentonică cu Chara spp., Păduri de fag din Apenini cu Abies alba și păduri de fag cu Abies nebrodensis, Râuri de munte și vegetația lor lemnoasă cu Salix elaeagnos, Grohotișuri termofile și vest-mediteraneene, Pseudostepă cu ierburi și specii anuale de Thero-Brachypodietea, Păduri de fag din Apenini cu Taxus și Ilex, Izvoare petrifiante cu formare de travertin (Cratoneurion), Păduri pe pante, grohotișuri și ravene de Tilio-Acerion, Liziere de ierburi înalte hidrofile de câmpie și de nivel montan până la alpin, Pajiști carstice calcaroase sau bazofile, de Alysso-Sedion albi, Galerii de Salix alba și de Populus alba, Fânețe de joasă altitudine (Alopecurus pratensis, Sanguisorba officinalis), Păduri de fag Asperulo-Fagetum, Formațiuni de Juniperus communis pe lande sau pajiști calcaroase, Păduri de Castanea sativa.
La baza desemnării sitului se află mai multe specii protejate:
- păsări (19): fâsă de pădure (Anthus trivialis), lăstunul mare (Apus apus), caprimulg (Caprimulgus europaeus), prepeliță (Coturnix coturnix), cuc (Cuculus canorus), lăstun de casă (Delichon urbicum), șoimul rândunelelor (Falco subbuteo), rândunică (Hirundo rustica), capîntortură (Jynx torquilla), sfrâncioc roșiatic (Lanius collurio), ciocârlie de pădure (Lullula arborea), mierlă de piatră (Monticola saxatilis), pietrar sur (Oenanthe oenanthe), viespar (Pernis apivorus), codroșul de pădure (Phoenicurus phoenicurus), pitulice de munte (Phylloscopus bonelli), Ptyonoprogne rupestris, turturică (Streptopelia turtur), silvie de câmp (Sylvia communis)
- amfibieni (3): Bombina pachypus, Salamandrina terdigitata, Triturus carnifex
- mamifere (2): lupul (Canis lupus), liliac comun (Myotis myotis)
- nevertebrate (4): Austropotamobius pallipes, rădașcă (Lucanus cervus), Osmoderma eremita, Rosalia alpina
- pești (3): Barbus caninus, Barbus plebejus, Telestes muticellus

Pe lângă speciile protejate, pe teritoriul sitului au mai fost identificate 7 specii de plante, 3 specii de amfibieni, 8 specii de mamifere, 5 specii de reptile.